# Adam Hloušek
Adam Hloušek (Turnov, 1988. december 20. –) cseh válogatott labdarúgó, aki 2021-től a lengyel LKS Nieciecza szélsője.
2009-ben elnyerte az Év cseh tehetsége díjat.
Főleg balszélsőként játszik, de bevethető csatárként vagy balhátvédként is. Nagyszerű sebességéről, fizikai erejéről és hatalmas lövőerejéről is ismert.
A 2014–15-ös szezonra a VfB Stuttgartba igazolt.

## Pályafutása
2009-ben igazolt az FK Baumit Jablonecből a Slavia Prahához. A fővárosi csapat 2011 januárjában kölcsönadta a német 1. FC Kaiserslauternnek. Nyáron visszatért a Slaviához, majd visszatért első csapatához, a Jablonechez. Itt mindössze egy hónapot töltött, mielőtt visszament a Slavia Prahába kölcsönbe. 2011 decemberében tért vissza a Jablonechez, de januárban máris külföldre szerződött a német 1. FC Nürnbergbe, majd 2014 nyarán a VfB Stuttgartba.